# Hölle 6 (Weismain)
Das Gebäude Hölle 6 ist ein im Kern spätmittelalterliches ehemaliges Gerberhaus in der oberfränkischen Stadt Weismain. Es ist das älteste erhaltene Gerberhaus Weismains und verfügt über die älteste Bausubstanz der Stadt. Unter der Nummer D-4-78-176-47 ist das Haus als Baudenkmal durch das Bayerische Landesamt für Denkmalpflege geschützt.

## Geschichte
Das Gebäude wurde ursprünglich im späten 15. bis frühem 16. Jahrhundert als Gerberhaus errichtet. Es folgten diverse Um- und Ausbauten am Gebäude, das Mitte des 20. Jahrhunderts zeitweise auch als Kfz-Werkstatt diente.

## Architektur und Baufunktionsbeschreibung
Das traufständige Gebäude hat einen etwa quadratischen Grundriss und zwei massive Stockwerke. Den Abschluss bildet ein Satteldach aus neuerer Zeit. An der straßenabgewandten Seite des Gebäudes befindet sich der Eingang zu einem Gewölbekeller, der den Gerbern zur kurzzeitigen Lagerung der noch frischen Felle bei niedriger Temperatur diente. Die zum Weiß- und Rotgerben benötigten Kalk- und Lohegerbgruben befanden sich bis ins 19. Jahrhundert im Erdgeschoss des Hauses. Getrocknet wurden die gegerbten Felle an Stangen an der Hauswand. Eine Galerie zum Trocknen, wie bei den meisten Gerberhäusern üblich, hatte das Gebäude nicht.